# Adelphi Films
Adelphi Films est une société britannique de production et de distribution de films pour le cinéma, créée en 1939, reprise en 1949 par Arthur Dent et ses fils Stanley et David.
Elle fait partie des petites sociétés de production, comme par exemple Anglo-Amalgamated, qui tentent de subsister face à des mastodontes tels que The Rank Organisation ou Associated British Picture Corporation.

## Filmographie (sélection)
- 1951 : Let's Go Crazy d'Alan Cullimore
- 1951 : Penny Points to Paradise de Tony Young
- 1952 : Song of Paris de John Guillermin
- 1952 : My Wife's Lodger (en) de Maurice Elvey
- 1953 : Is Your Honeymoon Really Necessary? (en) de Maurice Elvey
- 1954 : The Crowded Day (en) de John Guillermin
- 1955 : You Lucky People (en) de Maurice Elvey
- 1956 : Fun at St. Fanny's (en) de Maurice Elvey